# 伊藤まさこ
伊藤 まさこ（いとう まさこ、1970年2月9日 - ）は、神奈川県横浜市出身の、おもに雑貨など「テーブルまわり」を手がける日本のスタイリスト、著作家。

## 来歴
文化服装学院に学ぶ。卒業後しばらく「ブラブラして」いたところ、友人の勧めで雑貨のスタイリストのアシスタントとなる。1993年に独立、料理専門のスタイリストとしての活動を始める。スタイリングにしばしば私物を用いていたところ、そのセンスが注目されて本を出すようになり、以降は多方面に著作を発表している。

## 著書

### 単著
- プレゼントのラッピングとアイデアの本、雄鶏社、1997年
- まいにちつかうもの、主婦と生活社、2003年
- こはるのふく、文化出版局、2003年
- 毎日がこはるびより、集英社、2004年
- 伊藤まさこのポッケのなかから、講談社、2004年
- わたしの布のほん、集英社、2004年
- ちくちく針しごと、集英社、2005年
- ベビーブック：もの、こと、おはなし、角川SSコミュニケーションズ、2005年
- 毎日ときどきおべんとう、PHPエディターズ・グループ、2006年
- ボンジュール!パリのまち：LEE、集英社、2006年
- 少女の服、世界文化社、2006年
- 母のレシピノートから、講談社、2006年　
  - 母のレシピノートから、ちくま文庫、2020年
- フランスのおいしい休日、集英社、2007年
- 東京てくてくすたこら散歩、文藝春秋、2007年
- ロブルージュ、世界文化社、2007年
- 京都てくてくはんなり散歩、文藝春秋、2008年
- まいにち、まいにち、PHPエディターズ・グループ、2008年
- ちびちびごくごくお酒のはなし、PHPエディターズ・グループ、2009年
  - ちびちびごくごくお酒のはなし (PHP文庫 ; い87-1)、PHP研究所、2014年
- あの人の食器棚、新潮社、2009年
- 伊藤まさこの針仕事、文化出版局、2009年
- ならいごとノート、ソニー・マガジンズ、2010年
- 信州ハンドクラフト手帖、信濃毎日新聞社、2010年
- 信州てくてくおいしいもの探訪、文藝春秋、2010年
- 松本十二か月、文化学園文化出版局、2011年
- 伊藤まさこの雑食よみ：日々、是、一冊。、メディアファクトリー、2011年
- 家事のニホヘト、新潮社、2012年
- 軽井沢週末だより = Karuizawa journal、集英社、2012年
- 伊藤まさこの台所道具、PHPエディターズ・グループ、2012年
- 台所のニホヘト、新潮社、2013年
- 伊藤まさこの雑食よみ：日々、読書好日。、KADOKAWA、2013年
- 京都てくてくちょっと大人のはんなり散歩、文藝春秋、2013年
- 伊藤まさこの食材えらび、PHPエディターズ・グループ、2013年
- ザ・まさこスタイル : あたまからつま先まで、マガジンハウス、2013年
- おやつのない人生なんて、筑摩書房、2014年
- おくりものがたり、集英社、2014年
- あした、金沢へ行く、宝島社、2015年
- 白いもの、マガジンハウス、2015年
- 夕方5時からお酒とごはん、PHPエディターズ・グループ、2016年
- 白いシャツを一枚、縫ってみませんか?、筑摩書房、2016年
- おべんと帖百、マガジンハウス、2016年
- おべんと探訪記、マガジンハウス、2017年
- おいしい時間をあの人と、朝日新聞出版、2017年
- おいしいってなんだろ?、幻冬舎、2017年
- 美術館へ行こう：ときどきおやつ、新潮社、2018年
- 本日晴天 お片づけ、筑摩書房、2018年
- まさこ百景、ほぼ日、2020年

### 共著
- （渡辺有子との共著）おいしくてかわいい、主婦と生活社、2004年
- （渡辺有子との共著）かわいくておいしい、主婦と生活社、2007年
- （坂田阿希子、仁平綾との共著）テリーヌブック = TERRINE BOOK、パイインターナショナル、2012年
- （松浦弥太郎との共著）男と女の上質図鑑、PHPエディターズ・グループ、2014年